# トースティング
トースティング（toasting、祝杯を上げること）または、チャッティング（chatting、おしゃべり）、ディージェイング（DJing、またはdeejaying）、スカンキング（skanking）とは、リズムやビートに合わせてしゃべったり語ったりする行為である。歌詞の内容は事前に書いておく事もあれば、即興の場合もある。トースティングの源流は、ドラムのビートに乗せて話すグリオのようなアフリカの伝統にあると考えられており、ダンスホールレゲエ、レゲエ、ラガマフィン、ダブなどの音楽においても使用されている。トースティングはヒップホップの発展にも影響を及ぼしたと考えられている。

## 歴史
トースティングは、レコンストラクション時代から続く都市の伝統である。口頭芸術の重要な要素であり、その起源はアフリカのグリオにさかのぼることができ、カリブではカリビアン・カリプソやメントの伝統に由来している 。アフリカ系アメリカ人の物語は、勝利の為なら規則に縛られずに巧みな知恵を使いこなすトリックスター（それは必ずしも人間とは限らない）のような英雄やその功績を賞賛する傾向にある。
トースターは、街頭の群衆、バー、コミュニティセンター、図書館や大学などの現場で、共同体の神話や伝説を物語ことによって「オーラル・トラディッション」（口承伝承）を続けている。一般的に、オーラル・トラディショナルやブルースのような他のアフリカ系アメリカ人による芸術と同じく、トースティングは復唱、暗唱、即興などの複数の要素が使用される。
有名なトーストには、細部の異なった様々なバージョンが存在する。歴史的に見ても、家庭向けといえるものもなくはないものの、多くのトーストは男性向けであり、直接的な表現や性的な言葉が含まれている事も多い。知られているトーストはニューオーリンズとルイジアナのChristopher WilkinsonとArthur Pfisterによって行われている『Shine and the Titanic』、『Dolemite』、『Stack O Lee』、『Jo Jo Gun』、『Signifyin' Monkey』等である。
1960年代の終わりから1970年代初頭にかけて、ジャマイカの音楽界からディージェイ・トースティングと呼ばれる音楽スタイルが生まれた。ダンスパーティーの為の移動式サウンド・システムでプロデューサーのかけた最新のヒット曲に、ディージェイがトーストでボーカルを追加するスタイルである。「トースト」の内容は自慢話、チャント、ハーフソング・リズム、抗議、叫び、そしてリズムに合わせた物語りなどである。
ジャマイカの電気技師だったキング・タビーは、ディージェイのトースティングで使用する為のビニール盤を作成した。ボーカルを抜いた音楽にエコーや揺らぎなどの効果を加える等して加工した物で、多くは一回限りの使用のための物だった。これがいわゆるダブ・プレートである。
1960年代終わり頃になると、U・ロイやデニス・アルカポーンを含むディージェイたちが、ユーモアを交えたトークで知られるようになる。1970年代に入ると、I-ロイ（名前の由来はU-ロイのオマージュ）やディリンジャーなどのディージェイがユーモラスなトースティングスタイルで知られるようになる。1970年代後半になると、ビッグ・ユースが有名なディージェイになった。
1980年代になると、二人組のトースティング・ディージェイ、Michigan & Smileyや、ジャマイカ外でのトースティングなども見られるようになっていく。英国では、パト・バントンが自らのカリビアンとしてのルーツをユーモラスかつ政治的なトースティングで探求し、2トーンの「ザ・ビート」のランキング・ロージャーがスカ、パンクから影響を受けたサウンドに合わせて、ジャマイカ的なトースティングを行っていた。
ジャマイカのディージェイ・トースティングにおけるリズミカルな韻は、アフリカ系アメリカ人のヒップホップによるラップの発展や、ダンスホール・スタイルの発展に影響を及ぼした（例えば、クール・ハークやKRSワンなど）。ジャマイカのディージェイ・トースティングは、ダンスミュージックの一形態としてレゲトンなどにも影響を及ぼした。シャバ・ランクス、シャギー、ショーン・ポールなどのシンガーは、トースティングに影響を受けたボーカルでヒットを記録した。